# アルジェリアの路面電車
この項目では、アフリカ北部に位置するアルジェリア民主人民共和国（アルジェリア）の各都市に存在する路面電車（ライトレール）について解説する。都市部の混雑解消と公共交通機関の拡充を目的に、2000年代以降アルジェリアは国営企業が主導する形で路面電車の建設を進めており、2011年から営業運転を開始した首都・アルジェのアルジェトラム以降、2023年までに7つの都市で路面電車が開通している。

## 概要

### 歴史

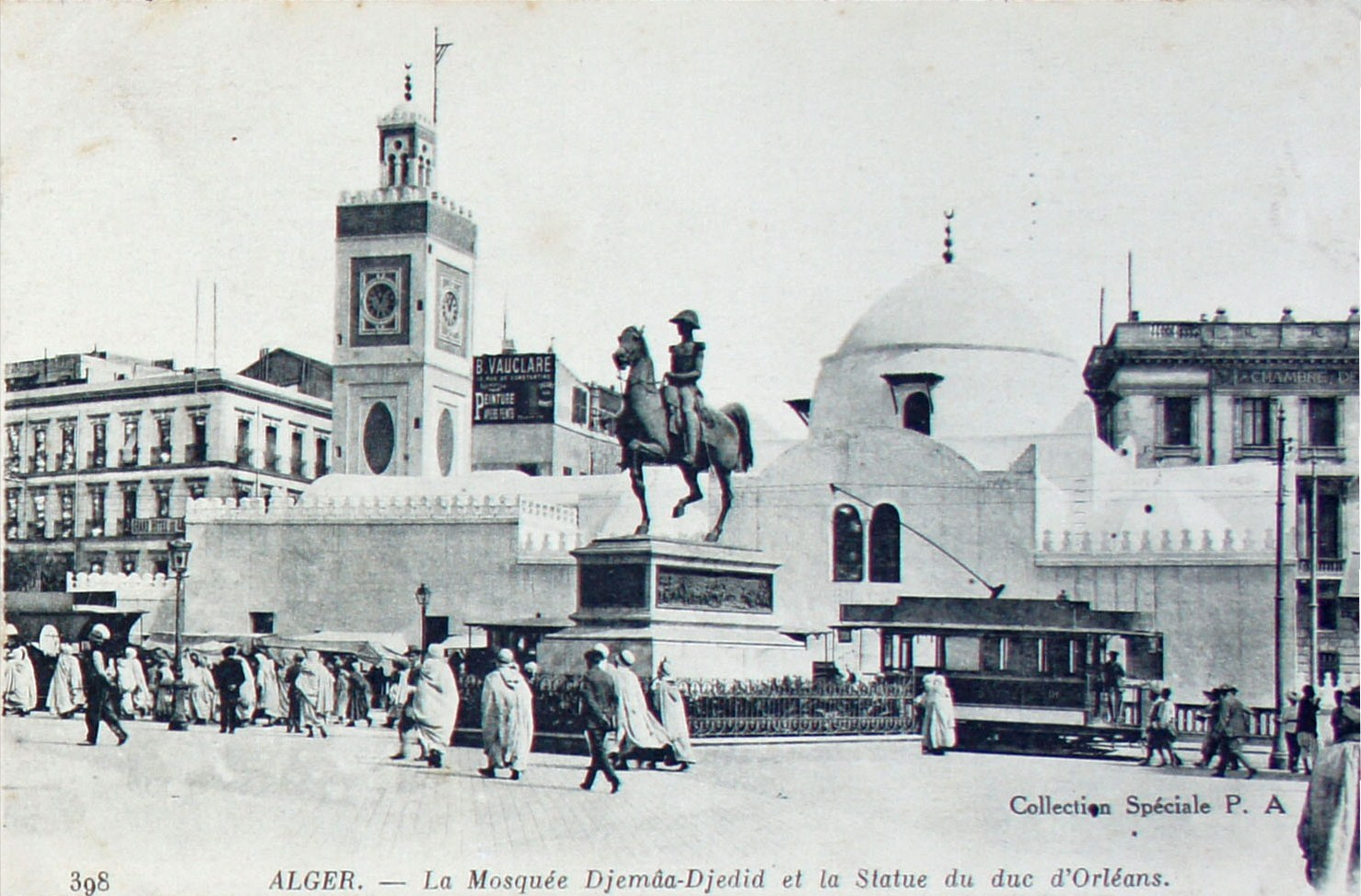
フランス領アルジェリア時代のアルジェの路面電車（1916年の絵葉書）

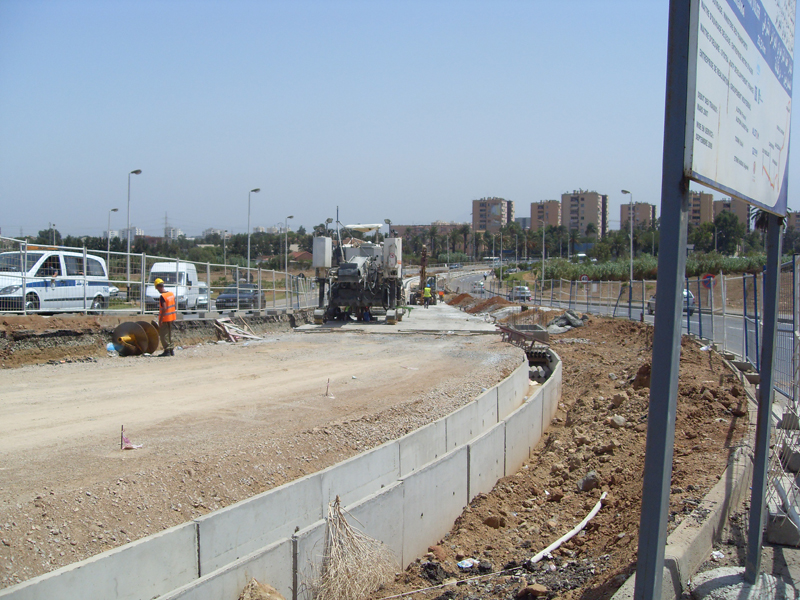
建設中のアルジェトラム（2008年撮影）

元々アルジェリアには、フランスによる支配下（フランス領アルジェリア）に置かれていた19世紀後半以降、アルジェやオラン、コンスタンティーヌなど各都市に馬車鉄道や路面電車などの軌道交通が存在していた。また、1921年にコンスタンティーヌに開通したのを皮切りにトロリーバスも各地に普及した。だが第二次世界大戦後、都市の公共交通の主役は自家用車や路線バスへと移り、路面電車やトロリーバスは1960年代までに全廃された。
一方、同年代以降石油や天然ガスなどの天然資源を糧とした工業化を進める中でアルジェリア各地の都市では道路の混雑が大きな課題となっていた他、経済発展が進む各都市の通勤環境の改善も求められるようになっていた。そこで1984年、アルジェリア運輸省は路面電車（ライトレール）や地下鉄（アルジェ地下鉄）などの都市交通プロジェクトを進める国営企業としてアルジェメトロ公社（Entreprise Metro d’Alger、EMA）を設立した。
その後は経済的な事情により、数十年に渡って地下鉄共々事業は停滞していたが、2006年に主要都市の公共交通機関の改善を目的とした路面電車の建設方針が固まり、アルジェやオランなど各地で路面電車の建設が始まった。そして2011年5月8日に開通したアルジェトラムを皮切りに、近代的な路面電車の開通が相次いで行われている。
この計画で路面電車の建設案が発表された都市は16箇所であったが、そのうち2023年時点で開通済みの都市は7箇所となっている。一方、それ以外の都市および既に開通した各都市の延伸については石油価格の下落を始めとしたアルジェリアの経済悪化の影響を受け、建設や計画の開始自体が未定の状態が続いている。

### 運営
アルジェリア各都市の路面電車は、全て特別目的会社のセトラム（SETRAM）によって運営されている。これはアルジェメトロ公社（30 %）に加え、アルジェリアの公共交通運営組織であるアルジェ交通公社（Entreprise de transport urbain et suburbain d'Alger、ETUSA）（21 %）、フランスの公共交通運営企業のRATPデヴ（RATP Dev）（49 %、筆頭株主）の共同出資により、路面電車の運営を目的として2012年に設立された企業である。

### 運賃

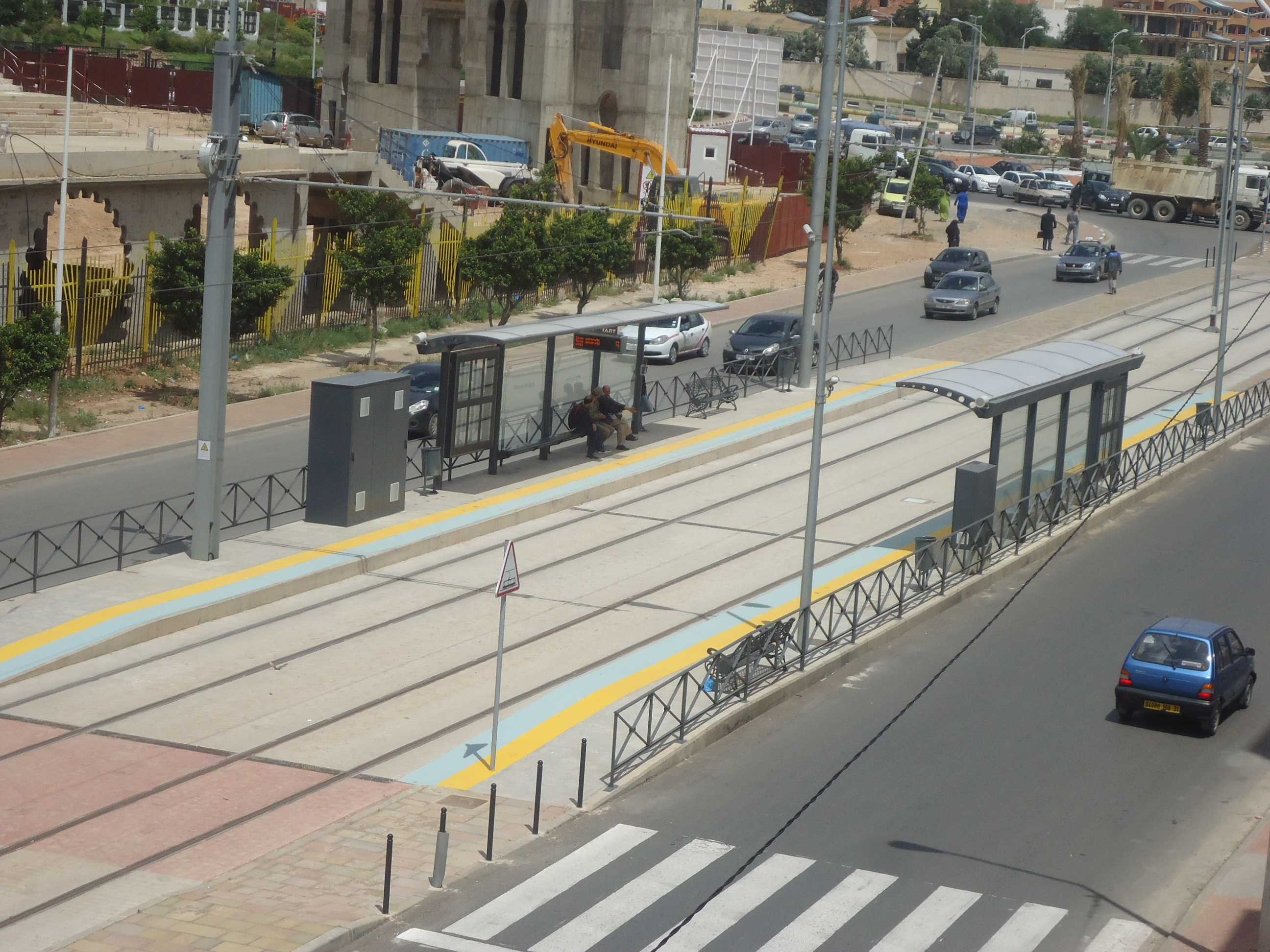
オラントラムの電停（2013年撮影）

セトラムが運営するアルジェリア各地の路面電車は、電停の販売窓口や自動券売機（オラン）、電停付近にある販売を委託された民間の売店で乗車券を購入し、乗車時に刻印機（ticket validator）で乗客自身が刻印を行う信用乗車方式が用いられている。車内では定期的に検札が実施されており、無賃乗車が発覚した場合200ディナールの罰金が科せられる。最初に開業したアルジェトラムでは開通当初無賃乗車が相次いだものの、その後は路面電車の認知度の上昇や利便性の向上もあり運賃の回収率が上昇している他、以降に開通したオラントラムなどでは乗車券の認識機能を刻印機に設置する事で無賃乗車の抑制を図っている。
また、セトラムでは一定の金額を支払う事で1ヶ月間自由に路面電車が利用可能となる定額制カードの「TAWASSOL」の展開も実施している。ただし運賃と同様に「TAWASSOL」の月額は都市によって異なる他、アルジェ（アルジェトラム）やコンスタンティーヌ（コンスタンティーヌトラム）では他の交通機関も利用可能なカードが、ワルグラ（ワルグラトラム）では1週間分の定額制カードの発行も実施されている。

### 車両

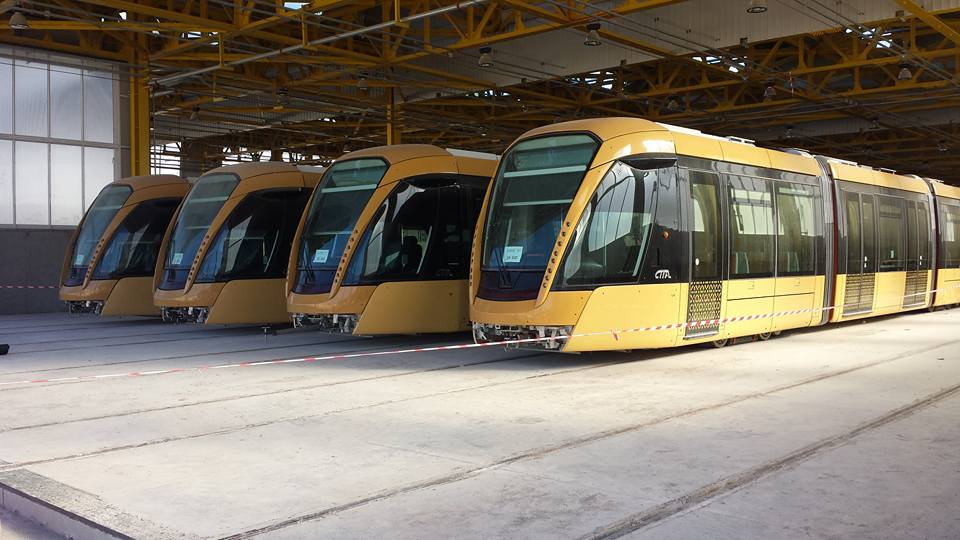
シディ・ベル・アッベストラムの車庫（2017年撮影）

アルジェトラム以降開通したアルジェリアの路面電車で使用されているのは、旧宗主国であるフランスの鉄道車両メーカー・アルストムが展開する超低床電車のシタディスである。初期の車両はアルジェリア国外に存在するアルストムの工場で生産されたが、2013年以降はアルジェリアの港湾都市・アンナバに工場を有するシタル（CITAL）による生産および最終組み立てが実施されている。これはアルストム・トランスポート・フランス（43 %）、アルストム・アルジェリア（6 %）に加え、スペインの総合建設会社のフェロビアル（41 %）、そしてアルジェメトロ公社（10 %）の共同出資によって2011年に設立された合弁会社で、アルストムの技術を基に路面電車車両の生産や整備を行っている。

## 路面電車一覧
前述のように、2023年の時点でアルジェリアには7都市に路面電車（ライトレール）が存在する他、各都市で路面電車の建設・計画が行われている。数値は2023年時点のものを示す。

### 運行中

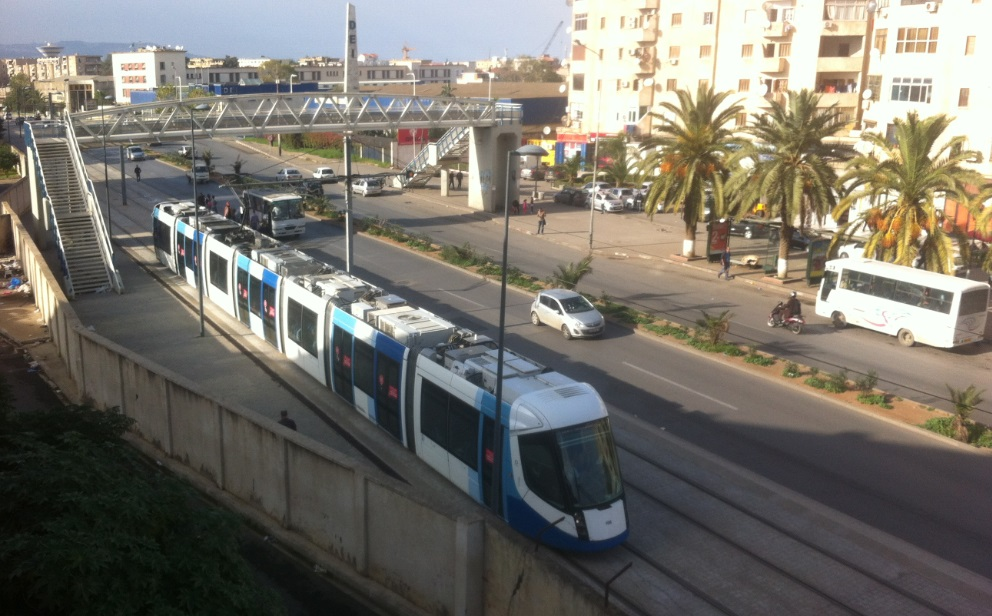
アルジェトラム
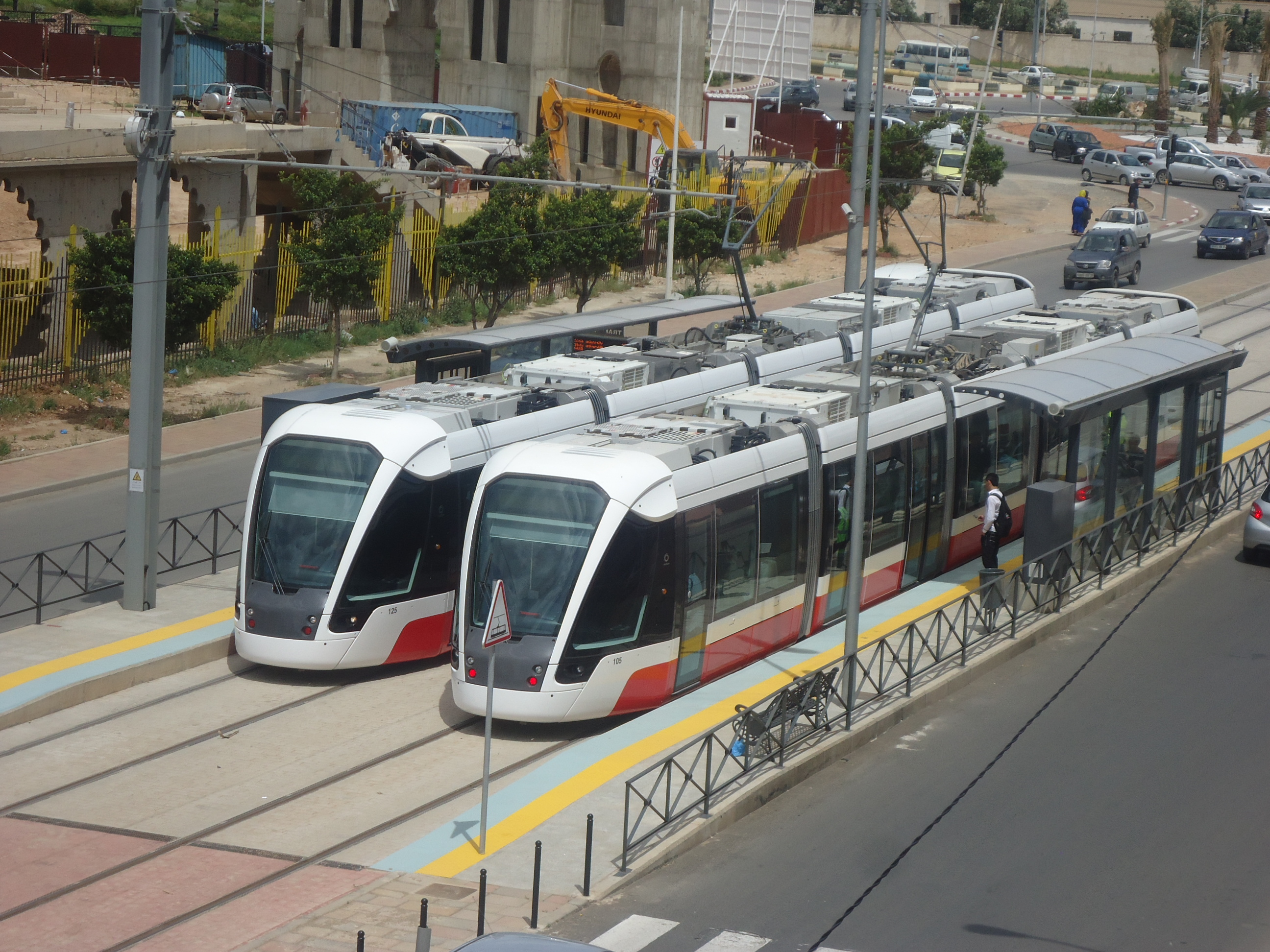
オラントラム
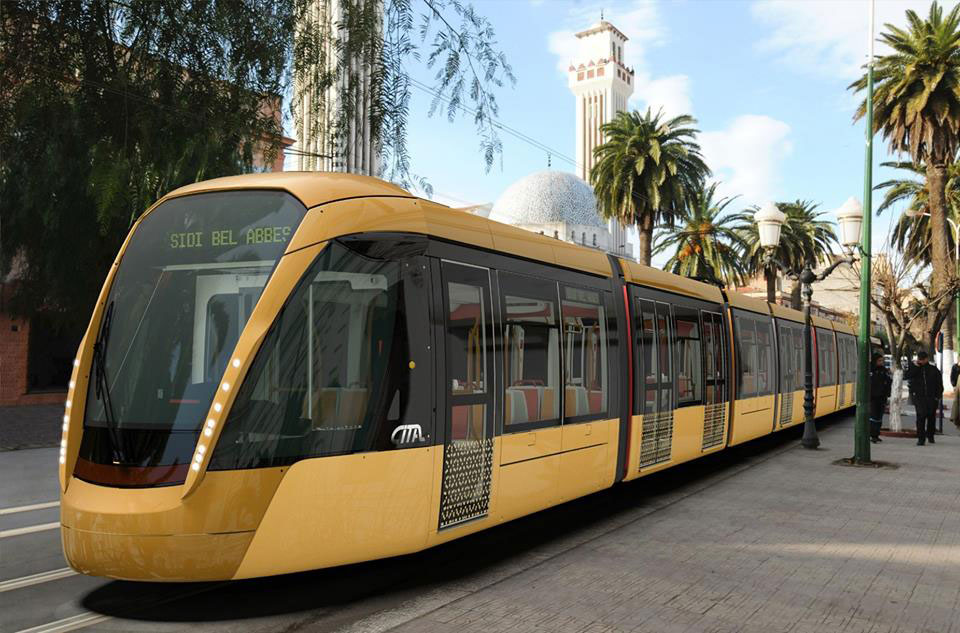
シディ・ベル・アッベストラム

| 都市                                                  | 開業年月      | 全長   | 電停数 | 軌間    | 車両          | 車両        | 備考・参考                                            |
| 都市                                                  | 開業年月      | 全長   | 電停数 | 軌間    | 形式          | 編成        | 備考・参考                                            |
| ----------------------------------------------------- | ------------- | ------ | ------ | ------- | ------------- | ----------- | ----------------------------------------------------- |
| アルジェ (アルジェトラム)                             | 2011年5月8日  | 23.2km | 38箇所 | 1,435mm | シタディス402 | 7車体連接車 | [ 6 ] [ 15 ] [ 21 ] [ 22 ]                            |
| オラン (オラントラム)                                 | 2013年5月1日  | 18.7km | 32箇所 | 1,435mm | シタディス302 | 5車体連接車 | 本格的な営業運転は2013年5月2日から開始                |
| コンスタンティーヌ (コンスタンティーヌトラム)         | 2013年7月4日  | 14.7km | 15箇所 | 1,435mm | シタディス402 | 7車体連接車 | [ 25 ] [ 8 ] [ 26 ] [ 27 ] [ 28 ]                     |
| シディ・ベル・アッベス (シディ・ベル・アッベストラム) | 2017年7月20日 | 13.8km | 22箇所 | 1,435mm | シタディス402 | 7車体連接車 | 本格的な営業運転は2017年7月26日から開始               |
| ワルグラ (ワルグラトラム)                             | 2018年5月20日 | 9.8km  | 16箇所 | 1,435mm | シタディス402 | 7車体連接車 | [ 33 ] [ 34 ] [ 35 ] [ 36 ]                           |
| セティフ (セティフトラム)                             | 2018年5月8日  | 15.2km | 27箇所 | 1,435mm | シタディス402 | 7車体連接車 | 本格的な営業運転は2018年5月9日から開始                |
| モスタガネム (モスタガネムトラム)                     | 2023年2月18日 | 14.5km | 23箇所 | 1,435mm | シタディス402 | 7車体連接車 | [ 37 ] [ 40 ] [ 3 ] [ 4 ] [ 41 ] [ 42 ] [ 43 ] [ 44 ] |

- アルジェトラム
- オラントラム
- シディ・ベル・アッベストラム

### 建設中・計画中
| 都市                      | 開業予定年 | 全長   | 電停数 | 軌間    | 車両       | 車両 | 備考・参考           |
| 都市                      | 開業予定年 | 全長   | 電停数 | 軌間    | 形式       | 編成 | 備考・参考           |
| ------------------------- | ---------- | ------ | ------ | ------- | ---------- | ---- | -------------------- |
| アンナバ (アンナバトラム) | 未定       | 21.8km | 35箇所 | 1,435mm | シタディス | 未定 | [ 25 ] [ 45 ] [ 46 ] |
| バトナ (バトナトラム)     | 未定       | 15.0km | 25箇所 | 1,435mm | シタディス | 未定 | [ 25 ] [ 47 ]        |

### 検討中
- トレムセン[1]
- ベシャール[1]
- ベジャイア[1]
- ビスクラ[1]
- スキクダ[1]
- ブリダ[1]
- ジェルファ[1]
- テベッサ[1]

## 参考資料
- TAUT (2014-4). “BLACK GOLD PAYS FOR ALGERIAN LRT DEVELOPMENT”. Tramways & Urban Transit No.916 (LRTA) 77:  152-155 2020年6月8日閲覧。.
- TAUT (2019-11). “ALGERIA’S TRAMWAY REVOLUTION Part One”. Tramways & Urban Transit No.983 (LRTA) 82:  415-420 2020年6月8日閲覧。.
- TAUT (2019-12). “ALGERIA’S TRAMWAY REVOLUTION Part Two”. Tramways & Urban Transit No.984 (LRTA) 82:  455-460 2020年6月8日閲覧。.